# کازوئه فوکی‌ایشی
کازوئه فوکی‌ایشی (انگلیسی: Kazue Fukiishi؛ زادهٔ ۲۸ سپتامبر ۱۹۸۲) هنرپیشه اهل ژاپن است.

## بخشی از فیلم‌شناسی
- سابو (۲۰۰۲)
- یک تماس ازدست‌رفته (۲۰۰۴)
- سیزده آدمکش (۲۰۱۰)
- خلبان ابدی (۲۰۱۳)